# 4350 Shibecha
4350 Shibecha (1989 UG1) là một tiểu hành tinh vành đai chính được phát hiện ngày 16 tháng 10 năm 1989 bởi Seiji Ueda và Hiroshi Kaneda ở Kushiro.